# Annals of Oncology
Annals of Oncology is een internationaal, aan collegiale toetsing onderworpen wetenschappelijk tijdschrift op het gebied van de oncologie. De naam wordt in literatuurverwijzingen meestal afgekort tot Ann. Oncol. Het wordt uitgegeven door Oxford University Press namens de European Society for Medical Oncology en verschijnt maandelijks. Het eerste nummer verscheen in 1990.